# ماجدالينا ميدجلي
ماجدالينا ميدجلي (بالإنجليزية: Magdalena Midgley)‏ وهي أستاذة سابقة في العصر الحجري الحديث الأوروبي في جامعة إدنبرة (2013-4) ، عملها وأبحاثها كان عن الثقافات الزراعية المبكرة في أوروبا القارية. وقد اشتهرت ببحثها عن ( ثقافة فونلبيكر)، وهي أول ثقافة للزراعة في سهل شمال أوروبا وجنوب إسكندينافيا والتي نشرتها مطبعة جامعة إدنبرة.

## حياتها

### في بداية حياتها
ولدت ماجدالينا ميدجلي في عام 1952 في بيدغوز، بولندا ، و ابنة برونو أبلت المصمم الصناعي.
في عام 1972 هاجرت إلى اسكتلندا ، بهدف زيارة الأقارب وتطوير مهاراتها في اللغة الإنجليزية. وهناك تعرفت على زوجها ستيفن ميدلي. وتزوجت في مايو 1973.

### تعليمها
بعد الانتهاء من دراستها العليا في اسكتلندا في كلية ستيفنسون، التحقت ميدجلي بجامعة إدنبره في عام 1974 حيث درست تحت إشراف الأستاذ ستوارت بيجوت. وفي عام 1985 أكملت أطروحة الدكتوراه الخاصة بها حول السهام الطويلة في شمال أوروبا.

### عملها الأكاديمي
في عام 1989 ، عُينت ميدجلي محاضرة في قسم الآثار في عصور ما قبل التاريخ بجامعة أدنبرة. وتم تعيينها مستشارة أكاديمية في علم الآثار ، وساهمت في عام 1992 في تنظيم الشهادة في علم الآثار. ومن عام 1994 ، قامت بإدارة مركز التعليم المستمر، والذي أصبح فيما بعد المدرسة الصيفية في علم الآثار. وقد نُسب إلى ميدجلي دعم تطوير مقررات الوصول إلى جامعة ادنبره، التي توفر تسجيلات في سن متقدمة للدراسة الجامعية.
كانت أعمال التنقيب التي قامت بها كبيرة حيث امتدت إلى الجمهورية التشيكية وفرنسا وجبال البيرينيس الإسبانية وجنوب إسكندينافيا وبولندا وشرق وسط اسكتلندا.

### وفاتها
تم تشخيص إصابة ميدجلي بالسرطان في عام 2013. وتوفيت في مستشفى كيللو، بيغار في 21 يوليو 2014.